# Лушње
Лушње или Лушња (алб. Lushnja) је град у централној Албанији у и представља главни град истоимене области. Према попису из 2023. било је 26.036 становника, док му је укупна површина 372.9 km²
Град Лушња лежи источно од Мизечке равнице, на ивици брда Дарсија. Подељен је на осам округа који су организовани у пет региона. 
Град је познат по националном албанском конгресу одржаном 1920. Тада је усвојен први устав независне Албаније, а Тирана одређена као привремена престоница.
Зграде локалне самоуправе се налазе на простору централног трга, а такође се на истом тргу налазе културно-уметничке, историјске, спортске установе итд., од којих се могу издвојити биоскоп, историјски музеј, Народна библиотека, дечији културни центар, стадион. Градски биоскоп носи име великог албанског певача Вача Зеле, док градски стадион носи име по албанском фудбалеру Абдурахману Рози Хаџију, који је рођен у Лушњи.
Лушња има повољан географски положај. Овде се укрштају најважније међуградске комуникационе линије. Поред града пролази аутопут север-југ. Одавде почиње најважнији пут ка истоку, Берат - Скрапар и даље. Такође, преко споредних путева, Лушња је скратила раздаљину са Елбасаном и другим градовима овог региона.